# Hỏa lực chặn
Hỏa lực chặn hay hàng rào hỏa lực (tiếng Anh: barrage) là một loạt đạn pháo binh được bắn liên tục nhằm vào một loạt các điểm dọc theo một tuyến chiến đấu. Cũng như việc tấn công bất kỳ binh lính nào trên chiến tuyến, Pháo kích càn quét dùng hỏa lực áp đảo việc chuyển động và hoạt động chiến đấu của kẻ thù theo trình tự từng tuyến bắn của pháo binh. Khoảng cách các tuyến có thể cách nhau 20 - 30 mét, với tổng chiều dài từ vài trăm đến vài nghìn mét. Pháo kích càn quét có thể bao phủ nhiều tuyến như vậy, thường cách nhau khoảng 100 mét, Pháo kích càn quét sẽ chuyển từ tuyến này sang tuyến tiếp theo một cách từ từ, hoặc một số cuộc Pháo kích càn quét nhắm bắn hàng loạt mục tiêu cùng một lúc. Một cuộc tấn công có thể liên quan đến một vài hoặc nhiều pháo, hoặc thậm chí (hiếm khi) một khẩu pháo duy nhất. Thông thường mỗi khẩu pháo trong một đợt bắn càn quét sử dụng hỏa lực gián tiếp, sẽ bắn liên tục với tốc độ ổn định tại điểm được chỉ định trong thời gian được chỉ định, trước khi chuyển sang điểm tiếp theo, theo thời gian biểu pháo kích chi tiết. Pháo kích càn quét thường sử dụng đạn nổ cao, các loại đạn pháo khác nhau, khí độc (trong Thế chiến I) hoặc có khả năng là các tác nhân hóa học khác. Pháo kích càn quét trái ngược với hỏa lực pháo kích tập trung, là hoạt động bắn có một mục tiêu cụ thể như vị trí hoặc cấu trúc công sự của kẻ thù đã biết, và trái ngược với hỏa lực trực tiếp nhắm vào kẻ thù trong tầm ngắm của pháo binh.
Pháo kích càn quét có thể được sử dụng cả phòng thủ lẫn tấn công, và có nhiều biến thể khác nhau. Quân phòng thủ thường đứng yên (Bắn càn quét đứng yên (standing barrage)) trong khi quân tấn công di chuyển bắn càn quét có tính di động hơn (creeping, rolling, hay block barrages). Họ có thể nhắm mục tiêu dọc theo chiến tuyến, hoặc xa hơn vào khu vực phía sau lưng của kẻ thù để cô lập một số vị trí của kẻ thù (box barrage). Một loạt các biến thể khác nhau có thể được sử dụng trong một trận chiến mở, việc bắn càn quét chỉ kéo dài trong vài phút hoặc nhiều giờ. Pháo kích càn quét thường không thể thiếu với các hoạt động quy mô lớn của nhiều đội quân, đòi hỏi chuẩn bị và lập kế hoạch chính xác.
Các cuộc bắn càn quét được phát triển bởi quân Anh trong Chiến tranh Boer thứ hai. Bắn càn quét đã trở nên nổi bật trong Thế chiến I, đáng chú ý là việc sử dụng bởi Lực lượng Viễn chinh Anh, đặc biệt là từ cuối năm 1915 trở đi khi người Anh nhận ra rằng các hiệu ứng trung hòa của pháo để tạo hỏa lực áp đảo là chìa khóa để phá vỡ các vị trí phòng thủ. Đến cuối năm 1916, bắn càn quét là cách tiêu chuẩn áp dụng trong pháo kích để yểm trợ cho bộ binh tấn công, với bộ binh theo sau các cuộc pháo kích tiến càng gần càng tốt. Cách thức này nâng cao tầm quan trọng pháo binh trong việc vô hiệu hóa (hoặc đàn áp) khả năng chiến đấu của kẻ thù, thay vì trực tiếp tiêu diệt họ. Ngay sau đợt bắn càn quét là cuộc tấn công bộ binh có thể hiệu quả hơn nhiều so với nhiều tuần lễ bắn phá sơ bộ.
Bắn càn quét vẫn được sử dụng trong Thế chiến II và thời gian sau đó, là một trong những chiến thuật pháo binh được thực hiện nhờ cải tiến về hỏa lực, vị trí mục tiêu và thông tin liên lạc. Thuật ngữ càn quét trong tiếng Anh là barrage (chặn) được sử dụng rộng rãi và không chính xác về mặt kỹ thuật, chúng được sử dụng trong các phương tiện truyền thông phổ biến để chỉ bất kỳ kiểu pháo kích nào.

## Phát triển
Pháo kích di chuyển được phát triển trong Chiến tranh Boer thứ hai, là một trong một số các sáng kiến chiến thuật của Tướng Redvers Buller. Đó là cách phản ứng đối với các vị trí phòng thủ của quân Boer, đáng chú ý là tại Tugela Heights.
Pháo binh thường bắn vào tầm ngắm mở là các mục tiêu có thể nhìn thấy, cho đến Chiến tranh Boer thứ hai việc bắn gián tiếp bắt đầu được sử dụng. Đơn vị lớn nhất quen với việc bắn đơn nhất vào một mục tiêu là lữ đoàn (tức một tiểu đoàn pháo binh), thường trang bị 18 khẩu pháo. Chiến tranh chiến hào dẫn đến sự cần thiết phải bắn gián tiếp thông qua việc sử dụng lính quan sát viên, kế hoạch bắn pháo tinh vi hơn và cách tiếp cận ngày càng khoa học đối với pháo. Các xạ thủ đã phải sử dụng các tính toán ngày càng phức tạp để đặt pháo. Các khẩu pháo riêng lẻ dùng để bắn được phối hợp với các loại pháo khác để tạo thành một mô hình pháo kích; trước chướng ngại vật, mô hình bắn là theo tuyến dài. Thuật ngữ Pháo kích càn quét ("barrage") đã được sử dụng lần đầu tiên trong Thế chiến I bằng tiếng Anh trong Trận Neuve Chapelle năm 1915.
Một cuộc Pháo kích càn quét nâng dần là cách pháo kích nâng lên theo khoảng cách định kỳ trước các mục tiêu xa hơn, chẳng hạn như nhằm vào một tuyến chiến hào thứ hai. Quân phòng thủ được bố trí dàn trải, thường chống trả trên một tuyến dài tại các khu vực nằm giữa các tuyến chiến hào của họ, do đó, cần phải pháo kích bao phủ toàn bộ khu vực bằng hỏa lực pháo binh.

### Pháo kích di chuyển
Pháo kích di chuyển (moving barrage) hay pháo kích nâng dần (creeping barrage) là pháo kích nâng lên theo từng bước nhỏ, thường là 100 thước Anh cứ sau vài phút, hỏa lực bắn ra tiến về phía trước một cách chậm rãi, theo sau là bộ binh. Pháo binh Anh phát triển khả năng bắn vào hai tuyến cùng một lúc. Cuối cùng, ba mô hình của pháo kích càn quét đã phát triển. Trong một cuộc pháo kích nâng dần kiểu "tuyến" (rolling barrage), hỏa lực di chuyển từ tuyến này sang tuyến tiếp theo. Trong một cuộc pháo kích nâng dần kiểu "khối" (block barrage), hỏa lực bao trùm di chuyển dần dưới dạng khối sang các tuyến tiếp theo một cách từ từ. Ngoài ra, trong một cuộc pháo kích nâng dần kiểu "tuyến" tác chiến phối hợp, hỏa lực bắn trước và theo sát là bộ binh di chuyển phía sau.
Đến cuối năm 1917, kỹ thuật nâng lên đã được hoàn thiện và có thể được thực hiện để chuyển dần lên theo những cách phức tạp, với pháo kích bao trùm cả một khu vực mặt đất tiền tuyến, ép quân phòng thủ lùi về sau nhưng nó vẫn bị chi phối bởi thời gian biểu. Chẳng hạn, một đợt pháo kích nâng lên quá chậm sẽ gây ra thiệt hại cho quân nhà đang di chuyển; quá nhanh đồng nghĩa là kẻ thù sẽ có nhiều thời gian để bố trí lại tiếp tục củng cố vị trí phòng thủ và tấn công các đội bộ binh tiến công. Sau Thế chiến I, người Anh đã phát triển "pháo kích càn quét nhanh" ("quick barrage"), một mô hình bắn càn quét tiêu chuẩn hóa có thể thông qua radio mà không cần vẽ sơ đồ kế hoạch bắn trên bản đồ.

### Pháo kích cố định và pháo kích chặn hậu
Pháo kích cố định (standing barrage) là kiểu bắn "tĩnh", dùng vào việc phòng thủ, ngăn chặn sự di chuyển của quân địch và phá vỡ các cuộc tấn công. Một cuộc pháo kích nâng dần có thể cố định trên một tuyến trong một thời gian trước khi nó di chuyển lên, có thể là chờ bộ binh tiến lên sát đằng sau nó, hoặc để bắn mạnh hơn nhằm làm thiệt hại nhiều hơn và làm khủng hoảng tinh thần kẻ thù. Kế hoạch khai hỏa cho Trận chiến Messines vào ngày 7 tháng 6 năm 1917 đã lệnh hầu hết các khẩu pháo 18 pounder của Anh bắn một loạt đạn nổ mảnh vụn nâng dần trước cuộc tiến công, trong khi các khẩu pháo khác và đội pháo phản lực 4,5 inch bắn cố định khoảng cách 640 m.
Pháo kích cố định được căn chỉnh với các vị trí đã biết của quân Đức, và được nâng lên dần vào các mục tiêu tiếp theo, tiến tới trong phạm vi 400 thước Anh (370 m). Khi mỗi mục tiêu được bộ binh tràn tới, pháo kích nâng dần sẽ tạm dừng ở khoảng cách 150 - 300 thước Anh (140–222 m) trước họ và trở thành một trận pháo kích cố định, bảo vệ các vị trí mới giành được khỏi phản công của địch trong khi bộ binh ổn định vị trí. Trong thời gian này, tốc độ bắn giảm xuống, cho phép các khẩu pháo và lính pháo binh nghỉ ngơi trước khi tiếp tục bắn với cường độ đầy đủ khi việc tiến công tiếp tục. Pháo hạng nặng và siêu nặng bắn vào các khu vực phía sau của Đức. Hơn 700 pháo đã tham gia vào cuộc tấn công, sử dụng hỏa lực gián tiếp vào tuyến đầu quân đội đối phương.
Trong một cuộc pháo kích cô lập hay còn gọi là pháo kích chặn hậu (box barrage), các hướng sau lưng và hai bên của đối phương bị pháo kích để chặn đứng họ rút lui, cô lập họ với các đơn vị quân khác. Pháo kích cố định và pháo kích chặn hậu thường được sử dụng cho các nhiệm vụ phòng thủ, trong đó các đòn pháo kích nhằm vào một vị trí đã hiệp đồng với chỉ huy bộ binh phòng thủ, pháo binh được gọi chi viện trong trường hợp kẻ thù tấn công vào các vị trí của bộ binh quân nhà. Một đợt pháo kích cô lập cũng có thể được sử dụng để ngăn chặn kẻ thù củng cố một vị trí bị tấn công. Trong một cuộc đột kích vào tháng 3 năm 1917, Tiểu đoàn 1 Buff được hỗ trợ trước tiên bằng pháo kích di chuyển, sau đó là một đợt pháo kích cô lập khi họ ở trong chiến hào của địch, để ngăn chặn sự tăng cường hoặc phản công của quân Đức. Họ được hỗ trợ bằng các cuộc bắn phá nghi binh trên các phần khác của tuyến chiến đấu để gây nhầm lẫn cho kẻ thù.

## Ưu điểm và nhược điểm

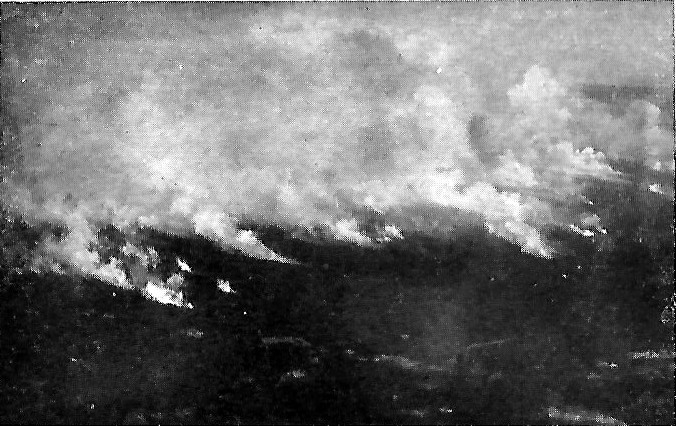
Lực lượng Trommelfeuer của Đức tại Chemin des Dames (31 tháng 7 năm 1917)

Tầm quan trọng của việc bộ binh tấn công theo sát phía sau các đợt pháo kích đã được đánh giá cao, lối tấn công này không để quân phòng thủ có thời gian kịp hồi phục sau các đợt bắn phá và không kịp trồi lên từ hố chiến đấu của họ; nhưng quân Pháp cũng cho rằng họ phải chịu 10% thương vong từ pháo binh của chính họ nếu bộ binh di chuyển quá gần với các vị trí bị pháo kích. Ý tưởng tốt nhất là quân tấn công nên tràn vào vị trí của kẻ thù trước khi quân thù có thời gian lấy lại bình tĩnh sau cuộc bắn phá dữ dội, chiếm vị trí trú ẩn và các vị trí đặt súng của họ. Vào ngày đầu tiên của cuộc tấn công Somme, và trong cuộc tấn công Nivelle của Pháp sau đó tại Chemin des Dames, các cuộc pháo kích đã diễn ra nhanh hơn tốc độ di chuyển của bộ binh, nhờ đó quân phòng thủ củng cố lại và trồi lên từ các hố chiến đấu, dẫn đến kết quả thảm hại cho quân tấn công. Vào cuối Thế chiến I, người ta nhận ra rằng tác dụng quan trọng của pháo kích càn quét là làm mất tinh thần kẻ thù, thay vì khía cạnh hủy diệt vật lý; một cuộc bắn phá ngắn, dữ dội theo sau là cuộc tấn công tức thì của bộ binh sẽ có hiệu quả hơn so với các tuần lễ bắn phá được thực thi vào năm 1916.
Một trận pháo kích nâng dần có thể duy trì yếu tố bất ngờ, với những phát súng khai hỏa ngay trước khi quân tấn công tiến lên. Nó rất hiệu quả khi các vị trí phòng thủ của quân thù chưa được tổ chức lại một cách triệt để, vì pháo kích kiểu này không phụ thuộc vào yêu cầu xác định trước các mục tiêu riêng lẻ. Nhưng mặt khác, thật lãng phí đạn dược vì phần lớn hỏa lực chắc chắn sẽ rơi xuống các vị trí trên mặt đất không có lính của quân thù.
Các cuộc pháo kích càn quét trong Thế chiến I được lập trình với tác dụng hiệp đồng lực lượng bộ binh tiến lên theo lịch trình bắn của pháo binh và yêu cầu sử dụng các chiến thuật tuyến tính, hạn chế sự di chuyển của bộ binh. Chiến thuật xâm nhập sau đó đã được chứng minh hiệu quả hơn là cách tiến lên cứng nhắc cũ trước đó, các đợt tấn công xâm nhập của các đơn vị Lính bão của Đức không sử dụng pháo kích càn quét; nhưng giai đoạn mở đầu của chúng như trong các cuộc tấn công của Tấn công mùa xuân Đức (Chiến dịch Michael chẳng hạn) vẫn được hỗ trợ bởi một loạt pháo kích càn quét dữ dội, bắn một hỗn hợp đạn pháo cực nặng. Pháo kích có tầm quan trọng hỗ trợ các cuộc tấn công là các chiến thuật bộ binh truyền thống, như dựa vào hỏa lực của bộ binh đã dần dần bị lưu mờ.
Trong chiến sự ở sa mạc phía Tây thuộc vùng Bắc Phi, pháo kích càn quét không có gì xa lạ trong Thế chiến II, chúng hữu hiệu để hỗ trợ cho phép bộ binh di chuyển, đảm bảo rằng đường tiến lên sát phía sau đợt pháo kích của họ là chính xác. Đến năm 1943, các cuộc pháo kích càn quét được coi là đã làm tiêu tan vai trò hỏa lực bộ binh và buộc bộ binh tiến vào các tuyến di chuyển cứng nhắc. Một đợt pháo kích càn quét có thể làm rung chuyển mặt đất nghiêm trọng, đặc biệt là khi làm việc tiến lên của bộ binh trở nên dễ dàng, cũng như làm yếu đi sức chống trả của quân phòng thủ trước quân tấn công.

## Sử dụng trong Thế chiến thứ nhất

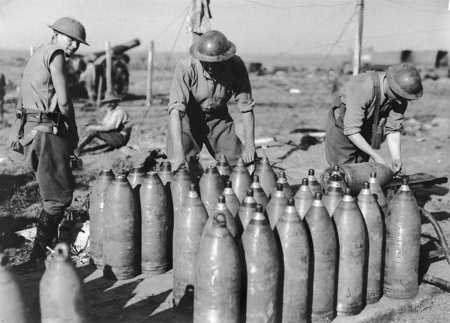
Đơn vị pháo binh hạng nặng của Úc đang đóng nắp các quả đạn trái phá

Trong suốt Chiến tranh thế giới thứ nhất, một cuộc tấn công pháo kích nâng dần lần đầu tiên được sử dụng trong một đoạn ngắn của chiến tuyến tại trận Loos vào tháng 9 năm 1915, nhưng bộ binh đã không tiến lên theo phía sau đợt pháo kích. Ngày đầu tiên diễn ra trận chiến Somme chứng kiến nỗ lực đầu tiên của một cuộc tấn công pháo kích nâng dần dồn dập quy mô lớn đã được lên kế hoạch do dự đoán về khả năng của bộ binh hiện tiến lên tương đối không tốt trên chiến trường sau nhiều tuần bắn phá. Chẳng hạn, Quân đoàn XV của Anh đã bắn càn quét theo lập trình nâng lên 50 thước Anh (46 m) mỗi phút. Tuy nhiên, các sơ suất đã nảy sinh trong các giao thức của Anh nhằm ngăn chặn thương vong do hỏa lực quân nhà, vào thời điểm đó các giao thức quy định rằng đạn pháo phải được giữ cách xa bộ binh của họ vốn không có gì che chắn phải cách hơn một trăm thước. Trong nhiều trường hợp, phần đất giữa hai chiến hào thù địch hẹp hơn khoảng cách 'an toàn' cho phép và vì vậy, pháo kích như thế không bảo vệ được quân nhà khi họ 'vượt qua tuyến đầu' và tiến về phía chiến hào của quân Đức.
Hơn nữa, do bộ binh Anh bị chậm lại nhiều so với tốc độ tiến công dự kiến trên phần đất khoảng cách giữa hai chiến hào thù địch, nên dọc theo mặt trận Somme, bộ binh không thể theo kịp tốc độ của cuộc bắn càn quét. Tuy nhiên, chiến thuật này đã được hoàn thiện hơn khi Trận chiến Somme tiếp diễn và đến tháng 9 năm 1916, pháo kích nâng dần đã trở thành một chiến thuật tiêu chuẩn cho các cuộc tấn công của bộ binh, và nhanh chóng lan sang Quân đội Pháp, qua đó người Pháp đã chiếm lại Pháo đài Vaux tại Trận Verdun vào tháng 11 năm 1916. Trong các giai đoạn sau của Trận Somme, quân Anh đã cải thiện độ chính xác và sự tự tin hỏa lực pháo binh của họ và đã rút ra được bài học về việc giữ bộ binh áp sát đợt pháo kích: Lực lượng viễn chinh Anh (BEF) đã công bố một báo cáo của lực lượng quan sát trên không ca ngợi một "bức tường lửa hoàn hảo nhất" được bộ binh của Sư đoàn 50 (Northumbrian) theo sau trong vòng 50 thước Anh (46 m), cho phép họ chiếm một ngôi làng. Một báo cáo cho biết "Kinh nghiệm cho thấy rằng thà mạo hiểm một vài thương vong từ một đợt bắn ngắn không thường xuyên bởi pháo binh của chúng ta còn hơn là hứng chịu nhiều thương vong xảy ra khi pháo kích không được tiến hành chặt chẽ". Pháo kích nâng dần là yếu tố cần thiết cho sự thành công của Lực lượng Viễn chinh Canada trong việc đánh chiếm Vimy Ridge vào tháng 4 năm 1917. Pháo kích nâng dần được sử dụng trong Hoạt động Tell 'Asur vào ngày 12 tháng 3 năm 1918 trong Chiến dịch Sinai và Palestine. Sáu tháng sau, nó được sử dụng với hiệu ứng tàn khốc trong Trận Megiddo (1918) khi Pháo binh hoàng gia với 18 khẩu pháo bắn càn quét lan tỏa phía trước bộ binh đang tiến lên, trong khi pháo 4,5 inch bắn càn quét thì pháo hạng nặng được sử dụng trong công tác phản pháo. Pháo kích nâng dần di chuyển với tốc độ từ 50 thước Anh (46 m), 75 thước Anh (69 m) và 100 thước Anh (91 m) mỗi phút.

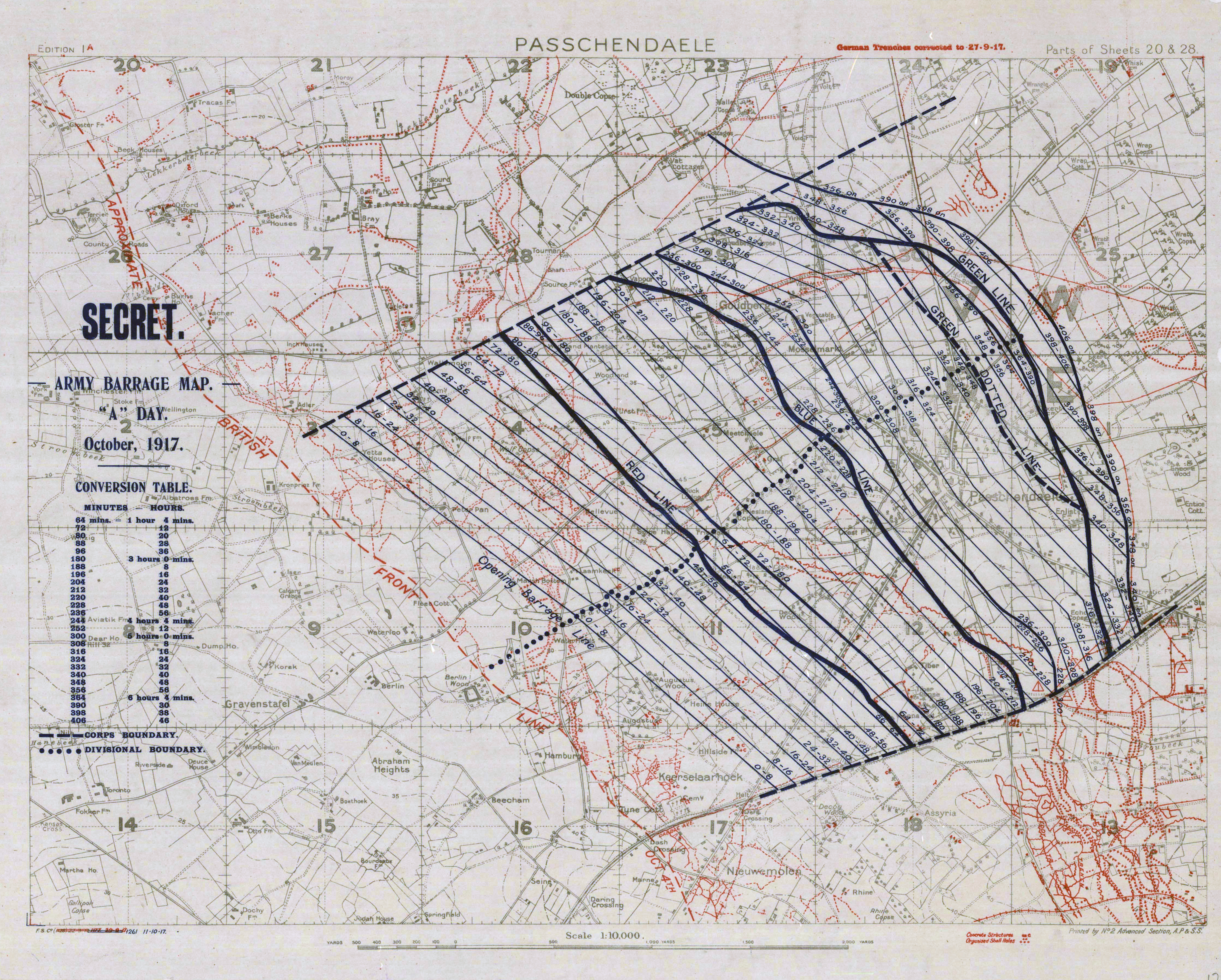
Bản đồ kế hoạch cho một cuộc pháo kích của quân Đồng minh trong Trận Passchendaele lần thứ nhất.

Lúc đầu, Pháo kích nâng dần của Anh chỉ bao gồm các mảnh đạn pháo nhưng việc kết hợp bắn nhiễu đã sớm được thêm vào, trong một số trường hợp về sau được bổ sung thêm đạn khói. Pháo kích nâng dần sẽ di chuyển với tốc độ 100 thước cứ sau một đến sáu phút tùy thuộc vào địa hình và điều kiện, mặc dù sáu phút được cho là quá chậm. Đến trận Arras năm 1917, Pháo kích nâng dần rất quy mô và phức tạp, với năm hoặc sáu tuyến hỏa lực bao phủ độ sâu 2.000 thước Anh (1.800 m) phía trước bộ binh.
Pháo kích tập hậu cũng được sử dụng, trong đó các tuyến phía sau của pháo kích đảo ngược hướng, và súng máy cũng được đưa vào sử dụng. Bắn nghi binh đã dùng để đánh lừa kẻ thù về ý định thật sự của quân Đồng minh hoặc buộc quân đối phương phải lộ vị trí. Đòn bắn nâng dần đã được sử dụng để tạo ra hiệu quả to lớn làm nên chiến thắng của Canada tại Trận Vimy Ridge, nơi bộ binh đã được huấn luyện kỹ lưỡng để tiến về phía trước trong 'Vimy Glide' - bắn cách 100 thước Anh cứ mỗi ba phút hỗ trợ cho bộ binh trực tiếp đằng sau. Cuộc tấn công mở màn của Trận Passchendaele bị bao phủ bởi hàng loạt đạn mảnh và đạn nổ cao trên quy mô rộng lớn, được bắn bởi hơn 3.000 khẩu súng và pháo của Anh: một khẩu 18 pounder cho mỗi 15 thước Anh (14 m) và một lựu pháo hạng nặng mỗi 50 thước Anh (46 m) trên chiến tuyến, nhiều khẩu súng hơn trong phạm vi của quân Pháp. Các đợt bắn càn quét của Anh tiến lên 100 thước Anh (91 m) cứ sau bốn phút, hỗ trợ bộ binh bám sát phía sau gần 50 thước Anh (46 m). Một chương trình bắn của pháo yêu cầu 45 lần nâng. Khi mỗi mục tiêu bắn hoàn thành, pháo kích bắn ổn định trong phạm vi 500 thước Anh (460 m), tiến lùi liên tục để làm gián đoạn các cuộc phản công dự kiến của quân Đức, trong khi một số pháo binh tiến lên để hỗ trợ giai đoạn tiếp theo của cuộc tiến công.
Ở Mặt trận phía Đông, Đại tá Đức Georg Bruchmüller đã phát triển một hình thức pháo kích nâng dần bắn kép, với tuyến đầu tiên của pháo kích bắn đạn gas. Những ý tưởng của ông đã được áp dụng trên Mặt trận phía Tây trong cuộc Tổng tấn công mùa xuân năm 1918.
Ngày của các cuộc bắn phá sơ bộ quy mô lớn kéo dài của pháo binh đã chấm dứt vào cuối Thế chiến thứ nhất, ít nhất là ở các quốc gia phương Tây, với nhận thức rằng kết quả tốt nhất đạt được bằng cách vô hiệu hóa kẻ thù thay vì cố gắng hủy diệt khả năng vật chất của họ, và vì mục tiêu ngắn ngủi đó các cuộc bắn phá sẽ tiến hành tập trung, bao gồm bắn càn quét nâng dần sẽ có hiệu quả vô hiệu hóa đối phương hơn là bắn phá kéo dài. Một khi cuộc chiến tranh mở diễn ra trở lại sau khi Phòng tuyến Hindenburg bị phá vỡ vào tháng 9 năm 1918, quân Anh đã bắn càn quét ít hơn, thay vào đó sử dụng tiến quân thông thường và tập trung vào điều này hơn.
Các cuộc tấn công bằng xe tăng không cần đến sự yểm trợ của pháo binh, và cuộc pháo kích đơn lẻ dọc theo toàn bộ mặt trận của cuộc tiến công thậm chí đã không sử dụng từ sau trận Cambrai năm 1917. Việc điều khiển hỏa lực tinh vi hơn giúp bộ binh có thể gọi pháo yểm trợ trực tiếp, hoặc nhắm mục tiêu các vị trí đối phương đã xác định. Tuy nhiên, vài trường hợp pháo kích càn quét vẫn được sử dụng. Vào ngày 31 tháng 8 năm 1918 cuộc tấn công của Sư đoàn 32 Hoa Kỳ được bắt đầu bằng một cuộc pháo kích di chuyển. Sau khi vượt qua phòng tuyến của quân Đức lần đầu tiên, pháo kích bắn quay trở lại hai lần nữa, cố gắng ép quân phòng thủ quay trở lại vị trí sát nhất phía trước họ, hoặc kìm chân họ dưới công sự lòng đất khi cuộc tấn công thực sự ập đến.

## Sử dụng trong Thế chiến II
Pháo kích càn quét vẫn được sử dụng trong Thế chiến II nhưng không còn là kế hoạch pháo binh chủ đạo. Trong trường hợp không còn các cuộc tấn công bộ binh khổng lồ như trong Thế chiến thứ nhất, bắn càn quét chỉ ở quy mô nhỏ hơn. Chẳng hạn, để mở màn Trận El Alamein lần thứ hai, các nhà hoạch định của Trung tướng Anh Bernard Montgomery đã cân nhắc đến một cuộc pháo kích càn quét vào các hướng mục tiêu đã biết hoặc bị nghi ngờ nhưng lại bị từ chối quyết liệt. Dọc theo mặt trận rộng 12.000 thước Anh, 456 khẩu súng được coi là không đủ cho một cuộc tấn công pháo kích nâng dần thực sự (tại Neuve Chapelle, cứ bốn thước Anh ở chiến tuyến lại có một khẩu súng). Nhưng pháo kích nâng dần và pháo kích nâng dần kiểu "tuyến" đã được sử dụng trong một số sư đoàn và trong các giai đoạn sau của trận chiến Alamein. Đối với Chiến dịch Supercharge vào ngày 1 đến ngày 2 tháng 11 năm 1942, cuộc tấn công vào khu vực Sư đoàn 2 New Zealand được bắt đầu bằng một loạt bắn càn quét của 192 khẩu pháo dọc theo mặt trận rộng 4.000 thước Anh đã bắn phá trên ba tuyến. Cứ khoảng 20 thước chiến tuyến lại có một khẩu súng 25 pounder, cộng với hai trung đoàn súng hạng trung làm dày thêm trận địa.

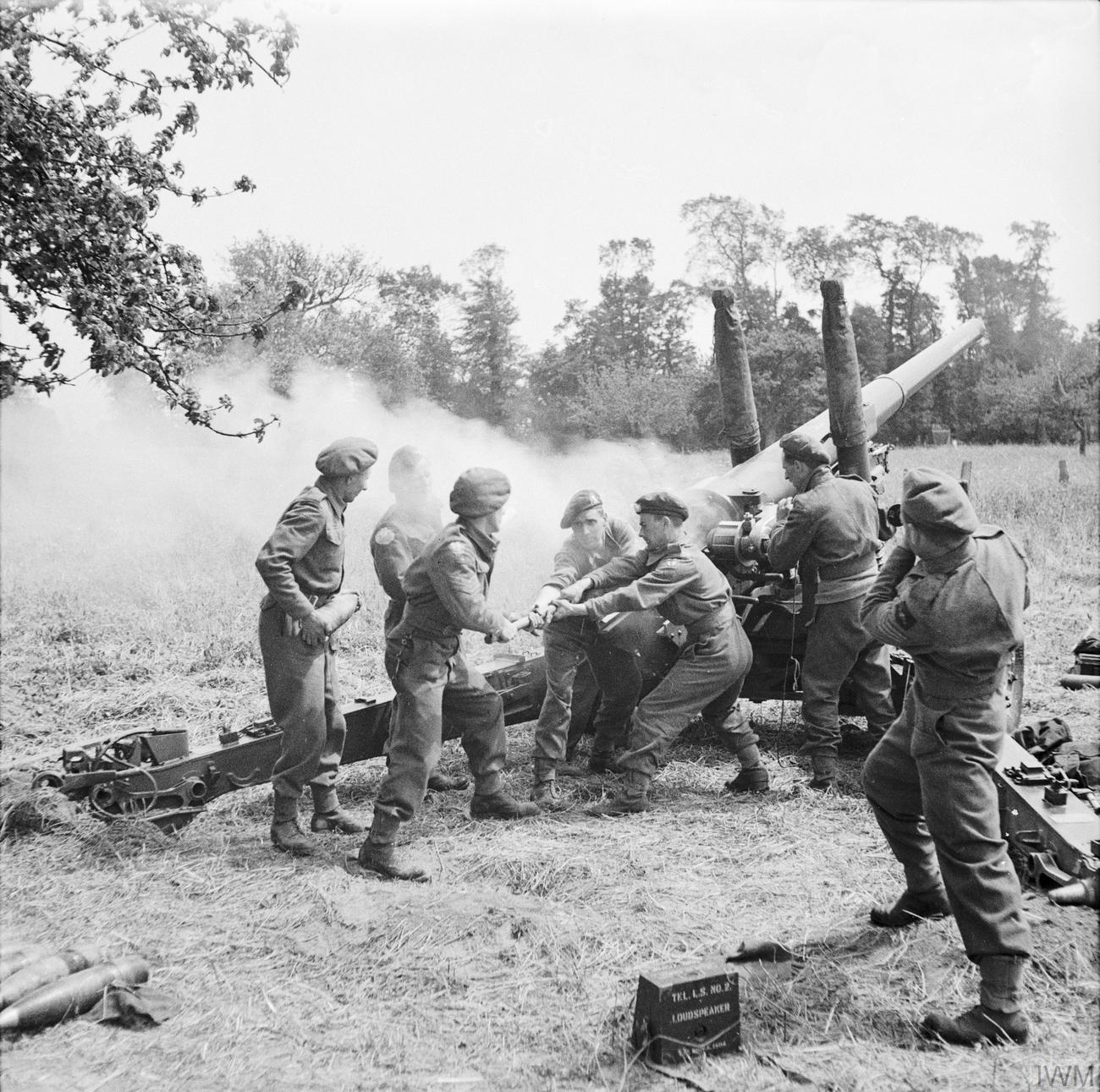
Súng 4,5 inch của Anh hoạt động gần Tilly-sur-Seulles trong Trận Normandy, 1944.

Trong chiến sự ở Tunisia, có nhiều súng và quân phòng thủ hơn tập trung ở Sa mạc phía Tây. Kế hoạch pháo binh cho cuộc tấn công của Anh tại Wadi Akarit vào tháng 4 năm 1943 có sự tham gia của 8 đợt pháo kích trong 3 giai đoạn trước khi Sư đoàn bộ binh số 50 (Northumbrian) và 51 (Highland) tiến lên. Chúng bao gồm một đợt pháo kích đứng yên để đánh dấu vạch xuất phát mà quân thù không thấy và cho phép bộ binh bố trí đúng hướng; một đợt bắn càn quét chuyển dời phía bên trái trong quá trình bắn phá tiến lên dần; và nối tiếp là một cuộc pháo kích nâng dần kiểu "tuyến". Tuy nhiên, các cuộc tấn công hiếm khi chỉ dựa vào sự hỗ trợ của pháo binh: tại Wadi Akarit dù đã bố trí trước các mục tiêu có khả năng sẽ bắn, cuối cùng đã bị các quan sát viên pháo binh hủy bỏ trong quá trình tấn công.
Tuy nhiên, chiến thuật này vẫn được sử dụng trong Chiến dịch Ý. Trong cuộc tấn công vào Phòng tuyến Hitler trong Trận Monte Cassino ngày 23 tháng 5 năm 1944, 810 khẩu pháo đã được tập hợp cho cuộc tấn công của Quân đoàn I Canada. Ba trăm khẩu trong số chúng đã bắn vào tuyến đầu tiên rộng 3.200 thước Anh trong ba phút trước khi bộ binh di chuyển và nâng lên với tốc độ 100 thước Anh trong năm phút tiếp theo. Mục tiêu đầu tiên phải dừng lại trong một giờ, sau đó nâng với tốc độ 100 thước Anh/ba phút đến các mục tiêu xa hơn, nhưng khoảng thời gian ngưng đó đã bị gián đoạn bởi sự kháng cự của hỏa lực từ pháo phòng thủ đối phương. Cuộc hành quân sau đó bị chỉ trích vì tập trung vào một mặt trận quá hẹp, bị hạn chế bởi nhu cầu có đủ súng để tạo ra một cuộc tấn công dày đặc.
Trong cuộc tấn công vượt sông Senio của cuộc tấn công cuối cùng ở Ý vào năm 1945, pháo kích càn quét đã được sử dụng để gây nhầm lẫn cho kẻ thù, hoặc đánh lừa họ về tuyến tấn công hoặc kéo họ ra khỏi nơi trú ẩn khi đợt bắn đi qua và họ mong đợi một cuộc tấn công của bộ binh, điều này chỉ để diệt họ trong đợt pháo kích mới hoặc bằng tấn công không quân. Tại Monte Sole, pháo binh Hoa Kỳ có lẽ đã bắn một loạt đạn càn quét lớn nhất trong cuộc chiến, so với bất kỳ chiến dịch nào quân Mỹ tham gia, 75.000 quả đạn pháo trong nửa giờ để dọn dẹp cho bước tiến của quân Nam Phi đồng minh.
Trong Trận Normandy, một đợt pháo nâng dần kiểu "tuyến" dữ dội đã bắn ra từ 344 khẩu súng trước các cuộc tấn công mở màn của Sư đoàn bộ binh 15 (Scotland) trong Chiến dịch Epsom vào ngày 26 tháng 6 năm 1944.
Để mở màn cho Chiến dịch Veritable, cuộc tấn công đến sông Rhine, hỏa lực của 1.050 khẩu pháo dã chiến và súng hạng nặng được bổ sung bằng 850 đơn vị súng các loại khác (pepper-pot): vũ khí khác gồm súng cối, súng máy, xe tăng, súng chống tăng, súng phòng không và tên lửa. Cuộc bắn càn quét thực sự của Quân đoàn XXX của Anh bắt đầu lúc 09 giờ 20, dồn dập trong một giờ liên tục, 500 khẩu súng bắn vào một tuyến sâu 500 thước Anh. Đạn bao gồm đạn khói để hỗ trợ bộ binh đang tập trung phía sau tuyến bắn. Từ 10 giờ 30, bắn càn quét bằng đạn nổ cao và bắt đầu bắn nhiễu di chuyển dần về phía trước. Một đợt bắn nâng dần 300 thước Anh được thực hiện cứ sau 12 phút, pháo binh báo hiệu cho bộ binh bằng đạn pháo khói màu vàng, và việc tuyến bắn tạm dừng trong 30 phút tại mỗi tuyến phòng thủ. Có 2.500 quả đạn được bắn đi phủ lên mỗi km² mỗi giờ cho đến khi đợt bắn càn quét dừng lại lúc 16 giờ 30.
Pháo kích càn quét vẫn còn trong học thuyết của Liên Xô trong Thế chiến thứ hai, nơi mà pháo kích càn quét kiểu "tuyến" từ pháo phản lực bắn nhanh là tiêu chuẩn đi kèm cho một cuộc tấn công bộ binh. Pháo binh Liên Xô có rất nhiều súng. Khoảng 7.000 khẩu súng và súng cối đã được trang bị hàng loạt cho cuộc phản công tại trận chiến Stalingrad, và các cuộc bắn phá quy mô lớn vẫn là tiêu chuẩn trong phần còn lại của cuộc chiến. Trong các cuộc tiến công của Liên Xô trong giai đoạn 1944–45, chiến thuật này được sử dụng rộng rãi trên khắp Mặt trận phía Đông như Cuộc tấn công Vyborg – Petrozavodsk, Trận chiến ở Seelow Heights và Trận Berlin.

## Chiến tranh Triều Tiên và về sau

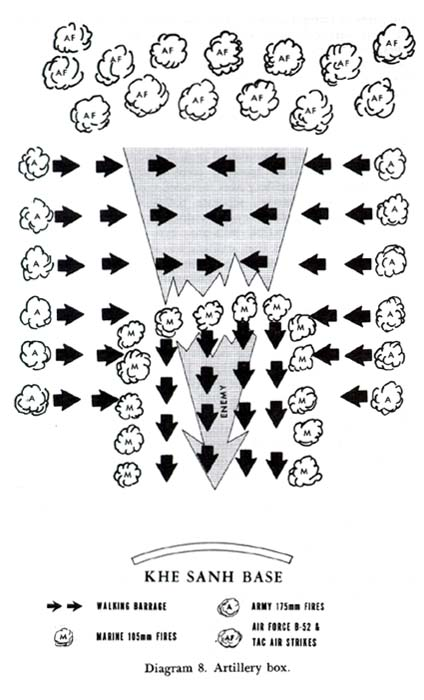
Hình minh họa một đợt bắn càn quét bộ binh phức hợp, được sử dụng trong quá trình phòng thủ Khe Sanh, Việt Nam.

Pháo kích càn quét tiếp tục được sử dụng trong Chiến tranh Triều Tiên. Trong trận đồi Pork Chop, các lực lượng Liên Hợp Quốc đã sử dụng hỏa lực phòng thủ theo yêu cầu, được bố trí trước gọi là "hỏa lực chớp nhoáng" (flash fire) để bảo vệ các tiền đồn quân của họ, trong đó pháo binh bố trí để pháo kích chặn hậu xung quanh tiền đồn. Chúng vẫn được sử dụng trong Chiến tranh Việt Nam.
Trong Chiến tranh Falklands năm 1982, cuộc tấn công của Lực lượng Thủy quân Lục chiến Hoàng gia Anh số 42 trên Núi Harriet được bắt đầu bởi sự tập trung 'bắn di chuyển' từ pháo binh yểm trợ, bắn phía trước khoảng 100 mét của Thủy quân lục chiến đang đồng thời tiến lên. Các giai đoạn sau của cuộc tấn công sử dụng hỏa lực hơi cay, bao gồm cả tên lửa chống tăng Milan. Tuy nhiên, cả hai đều không phải là pháo kích càn quét thực sự bằng hỏa lực nhằm vào các tuyến liên tiếp theo một thời gian biểu nghiêm ngặt. Trong tiếng Anh, thuật ngữ Barrage (pháo kích càn quét) như một phương pháp kiểm soát hỏa lực không có trong hiệp định pháo binh ABCA năm 1965 cũng như NATO STANAG kế nhiệm của nó.